# Sarnıç, Büyükorhan
Sarnıç là một xã thuộc huyện Büyükorhan, tỉnh Bursa, Thổ Nhĩ Kỳ. Dân số thời điểm năm 2011 là 504 người.